# Henryk Woliński (prezydent Lublina)
Henryk Woliński (ur. 1824, zm. 2 lipca 1895 w Lublinie) – polski prawnik, prezydent miasta Lublina.

## Życiorys
Ukończył szkołę średnią w 1841 roku w Łukowie, a następnie kursy prawnicze, po czym pracował w Warszawie jako aplikant sądowy. W 1846 roku zaciągnął się do armii carskiej; służbę odbywał w guberni permskiej. W 1862 roku odszedł ze służby w stopniu kapitana i powrócił na tereny Królestwa Kongresowego. Został rewizorem Komisji Rządowej Przychodów i Skarbu w Hrubieszowie, a następnie w Lublinie. W 1868 roku został prezydentem miasta Lublina. Urząd sprawował przez 18 lat, do 1886 roku. W 1886 roku przeniósł się do Puław. Zmarł 2 lipca 1895 roku i został pochowany w grobowcu rodzinnym na cmentarzu katolickim przy ul. Lipowej w Lublinie.

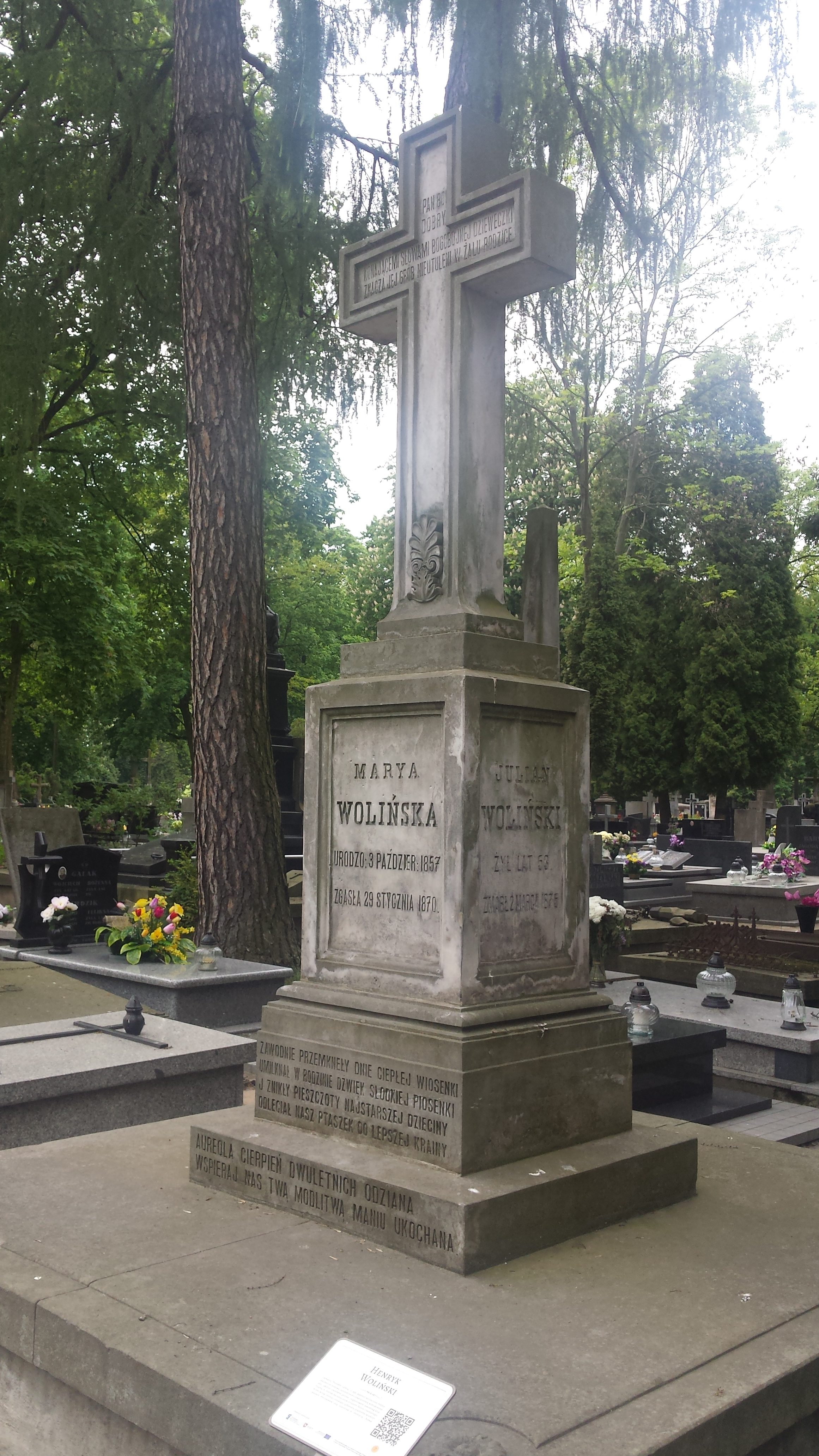
Grób Henryka Wolińskiego na cmentarzu przy ulicy Lipowej

Za prezydentury Henryka Wolińskiego w Lublinie dokonano wielu zmian:
- poszerzono i wyprostowano Krakowskie Przedmieście,
- poszerzono i wyprostowano ul. Zamojską,
- odrestaurowano Bramę Krakowską i Trynitarską,
- rozszerzono i uporządkowano cmentarz przy ul. Cmentarnej, wybudowano Dom Pogrzebowy (1872)[1][2],
- zabudowano m.in. ulice: Kapucyńską, Zamojską, Ewangelicką, Gubernatorską (obecnie Kołłątaja), Początkową (obecnie Staszica), Cmentarną (obecnie Lipową),
- wyznaczono i otwarto Kolej Nadwiślańską (1877)[3],
- wprowadzono oświetlenie gazowe,
- utworzono straż pożarną.